# Frankford, Missouri
Frankford är en ort i Pike County i delstaten Missouri, USA.